# Archelaos (Phrurarch)
Archelaos (altgriechisch Ἀρχέλαος) war ein in der 2. Hälfte des 4. Jahrhunderts v. Chr. lebender makedonischer Militärführer.
Archelaos war ein von Alexander dem Großen oder dem Diadochen Perdikkas ernannter Phrurarch (Festungskommandant) von Tyros. Als Attalos während des ersten Diadochenkriegs 320 v. Chr. von der Ermordung seines Schwagers Perdikkas unweit des Nil erfuhr, segelte er mit seiner vor Pelusion liegenden Flotte nach Tyros. Archelaos nahm Attalos auf und übergab ihm die Stadt sowie einen Schatz von 800 Talenten, den Perdikkas dort aufbewahrt hatte. Angaben über sein weiteres Leben sind in den erhaltenen Quellen nicht überliefert.